# James Cossar Ewart
James Cossar Ewart (26 novembre 1851 - 31 décembre 1933) est un zoologiste écossais.